# Roger Collins
Roger John Howard Collins (2 de setembre del 1949) és un medievalista anglès, membre honorífic d'Història de la Universitat d'Edimburg.
Estudià a la Universitat d'Oxford (Queen's i Saint Cross College) sota la direcció de Peter Brown i John Michael Wallace-Hadrill. Més endavant, ensenyà Història Antiga i Medieval a les universitats de Liverpool i Bristol. Desembarcà a la Universitat d'Edimburg el 1994 i passà a formar part de l'Institut d'Estudis Avançats en Humanitats abans d'esdevenir membre honorífic de la Facultat d'Història (l'actual Escola d'Història, Clàssics i Arqueologia) el 1998.
La seva recerca se centra en l'alta edat mitjana, amb particular interès per la Hispània postromana, però també ha tocat temes relacionats amb els francs i ha dut a terme estudis sobre els bascos i el papat.